# Rivadávia Corrêa Meyer
Rivadávia Corrêa Meyer (Uruguaiana (RS) ca. 1902 — Rio de Janeiro, 30 de dezembro de 1966) foi um dirigente esportivo e futebolista brasileiro, que destacou-se por ter trazido a Copa do Mundo de 1950 pra o Brasil, quando foi presidente da Confederação Brasileira de Desportos (CBD) entre os anos de 1943 e 1955. Também foi, anteriormente, presidente do Botafogo e da Associação Metropolitana de Esportes Athleticos.

## Biografia
Nascido estado do Rio Grande do Sul, ainda quando jovem, em 1910, interessou-se pelo futebol, jogando na posição de zagueiro direito pelo time de sua escola em Santana do Livramento.
Rivadávia mudou-se para o Rio de Janeiro. Em 1916 tornou-se jogador de futebol juvenil do clube Botafogo de Futebol e Regatas, agora na posição de meio-campo. Em 1921, foi promovido ao time principal do clube.
Uma vez terminada a temporada de futebol de 1921, Rivadávia afastou-se das competições esportivas para dedicar-se a sua formação como advogado. Para esta sua decisão, muito influiu a sua então noiva Silvia Tavares Corrêa Meyer, que se preocupava com as contusões sofridas por ele durante os jogos. Porém, posteriormente, Rivadávia retornaria ao time.
Em 1925, ainda no Botafogo, já afastado das competições, começa a se interessar pelos assuntos internos da instituição; e torna-se diretor do grêmio do clube. Após passar por diferentes cargos, torna-se presidente do clube na década de 1930.
Em 28 de janeiro de 1943 torna-se presidente da então Confederação Brasileira de Desportos (CBD), atual Confederação Brasileira de Futebol (CBF); deixaria o cargo após 12 anos, em 14 de janeiro de 1955.

### Copa do Mundo em 1950
Tudo teve inicio em 1946, quando Rivadávia Corrêa participou do Congresso Internacional da Fifa em Luxemburgo, que escolheria o país sede da Copa do Mundo que seria realizada quatro anos depois. Com a Europa arrasada em consequência da Segunda Guerra Mundial, inviabilizada para realizar o evento esportivo, o dirigente brasileiro Rivadávia Meyer aproveitou a oportunidade e apresentou o Brasil como opção para que a competição fosse realizada.
O evento esportivo da Copa de 1950 ocorreu no Brasil, anfitrião da competição pela primeira vez. Com seis cidades-sede, o campeonato começou a ser disputado no dia 24 de junho e terminou em 16 de julho, tendo partidas realizadas em Belo Horizonte, Curitiba, Porto Alegre, Recife, Rio de Janeiro e São Paulo. Foi vencida pelo Uruguai, vencendo o próprio sediador da edição na final e recebendo o seu segundo título, no estádio do Maracanã, que teve sua construção iniciada por conta da competição.
Além da Copa do Mundo, Rivadávia também organizou outras competições internacionais no Brasil. Em 1952, também organizou o mundial interclubes chamado de Copa Rio, de semelhante modo ocorreu a competição internacional do Torneio Octogonal Rivadávia Corrêa Meyer, em 1953.
Em 2013, o filho de Rivadávia, o advogado Luiz Corrêa Meyer, disse ao SporTV que seu pai lamentava por não ter tido o devido reconhecimento por ter sido o principal responsável por trazer e realizar o evento da Copa do Mundo de 1950 para o Brasil, campeonato este que marcou o futebol brasileiro.
Há uma passagem especial na história do Estádio do Maracanã, com participação do cartola:
Conta-se que o Botafogo jogava uma partida no Maracanã. O locutor oficial do estádio não tinha ido trabalhar no dia e um "quebra-galho" foi chamado. O trabalho dele seria simples, só passar as escalações e, vez por outra, o resultado de alguma outra partida. Isso, até quando chegou a notícia da morte de um cartola do alvinegro, Rivadávia Corrêa Meyer. Ele, então, tomou o microfone e soltou: "Atenção senhores público (sic)! Suderj informa... O senhor Rivadávia Corrêa Meyer acaba de falecer". Um burburinho tomou conta das arquibancadas e, nas tribunas de honra, um homem se mexeu na cadeira e, até, deixou o charuto cair. Era o próprio cartola que não só estava vivo como assistia ao jogo. Ele levantou-se e correu para o sistema de som. Entrou, quase arrombando a porta, e, ao ver um pálido locutor, o fez voltar ao microfone, quase com ameaças de morte. Ao interino e descuidado falador, claro. E então o funcionário retificou sua informação: "Atenção senhores público (sic)! A Suderj informa... O senhor Rivadávia Corrêa Meyer não morreu mais!"
Rivadávia Corrêa Meyer faleceu vitima de infarto, em 1966, sendo sepultado no Cemitério de São João Batista. Deixou viúva Silvia Tavares Corrêa Meyer e cinco filhos (um outro filho já havia falecido).